# ساوتلی
ساوتلی (به انگلیسی: Southleigh) یک روستا و محله مدنی در بریتانیا است که در East Devon واقع شده‌است.